# Domenico Bollani (politico 1496)

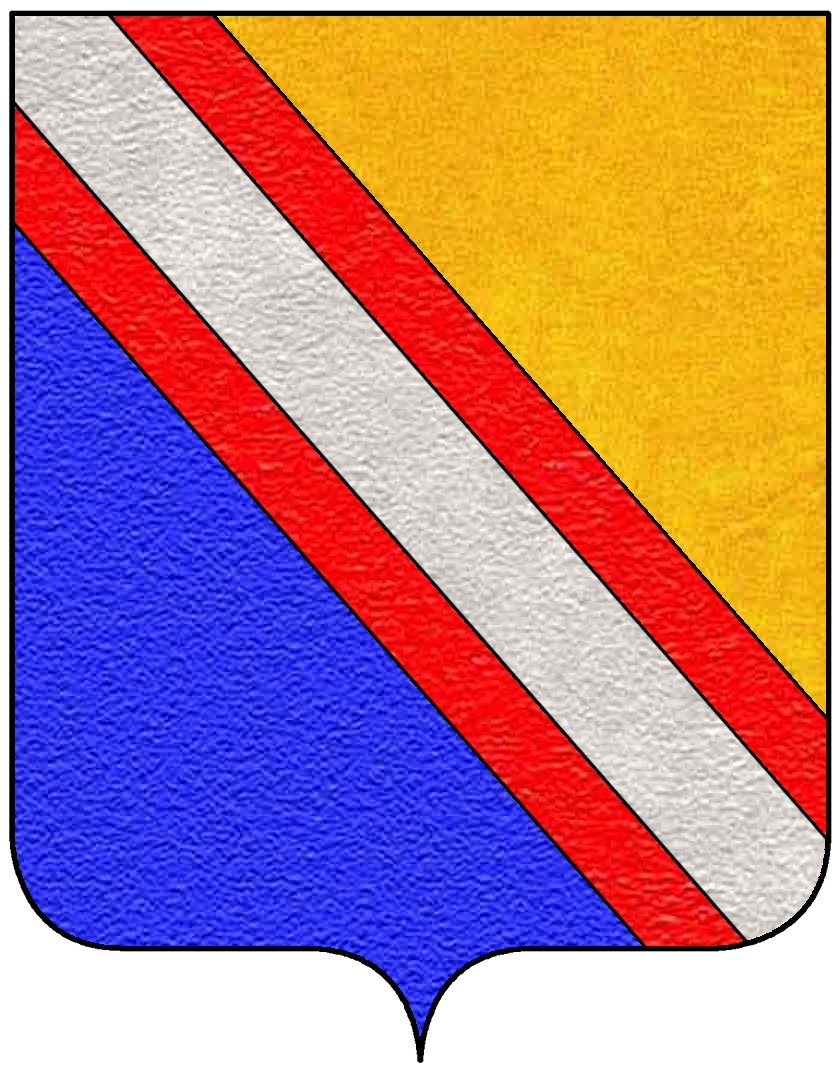
Stemma dei Bollani.

Domenico Bollani (Venezia, 1445 circa – 1496) è stato un politico e diplomatico italiano della Repubblica di Venezia.

## Biografia
Nacque in una famiglia patrizia da Candiano e da Lucrezia Marcello. Alla prima formazione, impartitagli dal padre, seguirono gli studi all'università di Padova dalla quale uscì doctor artium et philosophiae.
Intorno al 1470 scrisse il De Conceptione beatae Virginis Mariae, dedicato al doge Niccolò Marcello. L'opera si inserisce nel dibattito sull'Immacolata, appoggiando la posizione dei Francescani che ne raccomandavano il culto. Ebbe un certo successo e fu riedita più volte tra il 1475 e il 1490 circa, quasi sempre accompagnata dai Sermones de Adventu di fra' Roberto Caracciolo.
Morto il doge Marcello nel 1474, il Bollani si occupò dell'elogio funebre, recitandolo nella chiesa dei Santi Giovanni e Paolo. Lo stesso fece, due anni dopo, in occasione della scomparsa di Pietro Mocenigo.
Nel 1475 sposò Elena Boldù dalla quale ebbe Pietro e Marcantonio.
Per quanto riguarda la carriera politica, nel 1477 fu nominato ambasciatore a Genova. L'anno seguente divenne castellano di Belluno e nel 1479 era di nuovo in missione diplomatica, questa volta in Spagna.
Tra il 1481 e il 1482 si recò in Ungheria per porre fine ai conflitti di frontiera in corso lungo il confine dalmata. A cavallo tra il 1485 e il 1486 era a Patmos quale rappresentante della Serenissima per questioni fiscali.
Nel 1489-90 tornò in Ungheria per mediare la guerra tra il re Mattia Corvino e Federico III d'Asburgo, mentre il collega Antonio Boldù si recava per lo stesso motivo presso l'Imperatore. Accolto con tutti gli onori, la sua azione diplomatica non ebbe in realtà molto successo perché fu soverchiata dall'intervento di Massimiliano d'Asburgo. Visto il mutare della situazione, il Bollani fu consigliato dal proprio governo di agire con discrezione, ma non sembra esservi riuscito visto che il re ungherese criticò l'atteggiamento insolente della Repubblica e del suo ambasciatore. A conferma di ciò, il 24 novembre 1489 Consiglio dei Dieci lo ammoniva duramente per non essere stato abbastanza riservato e, inoltre, per aver accettato denaro dalla regina Beatrice.
Ciononostante, al momento della sua partenza Mattia Corvino lo congedò con tutti gli onori, nominandolo cavaliere durante una solenne cerimonia a Vienna (4 aprile 1490).
Nel 1491 era savio di Terraferma.
Nel 1492 Sebastiano Manilio pubblicava l'editio princeps delle Familiares del Petrarca; si era basato su un codice presente nella biblioteca del Bollani, che ringraziò nella lettera dedicatoria descrivendolo come diviso tra la carriera politica e la stesura di una Venetarum rerum historia. Di quest'opera si hanno pochissime altre tracce: due citazioni contenute nel Bassano di Lorenzo Marucini.
Nel 1492 divenne avogador di Comun assieme al sopracitato Antonio Boldù. L'anno successivo quest'ultimo lo denunciò al Senato per corruzione; di fronte al mandato di comparizione fuggì, ma venne condannato all'esilio a Creta e minacciato della pena di morte e della confisca dei beni se avesse continuato a nascondersi. Potrebbe essersela cavata se fosse identificato con quel Domenico Bollani duca di Candia tra il 1494 e il 1496; ma, invero, potrebbe essere confuso con un omonimo contemporaneo figlio di Francesco.